# Joaquim António da Silva Ferrão
Joaquim António da Silva Ferrão († möglicherweise 1878) war ein portugiesischer Offizier und Kolonialverwalter.

## Leben
Ferrão war Mitglied der portugiesischen Marine. Von 1858 ist ein Dokument überliefert, das seine Anfrage belegt, zum Unterleutnant (portugiesisch alferes) im Bataillon von Macau befördert zu werden. 1872 hatte Ferrão das Amt eines Distriktsgouverneurs in Mosambik inne.
Von 1876 bis 1878 war Ferrão im Range eines Kapitäns Gouverneur der Kolonie Portugiesisch-Timor. Zu diesem Zeitpunkt war Portugiesisch-Timor als Kolonie Macau untergeordnet. Noch im ersten Jahr auf Timor beantragte Ferrão direkt dem Marineministerium in Lissabon Bericht erstatten zu dürfen, da er fürchtete, dass wichtige Informationen in Macau hängen bleiben könnten. Da Timor aber seinen Status unterhalb Macaus behielt, wurde Ferrãos Ansinnen abgelehnt. In Ferrãos Amtszeit fällt das Dekret vom 12. November 1877, das die Missionierung des Inselinneren verfügte. Die Missionare durften nun Schulen gründen.
Unsicheren Quellen zufolge verstarb Ferrão 1878 noch auf Timor, so dass José Alves da Costa das Amt des Gouverneurs ausführte, bis am 3. Juli Ferrãos Amtsvorgänger Hugo Goodair de Lacerda Castelo Branco erneut den Posten einnahm.